# Michal Klasa
Michal Klasa, född den 19 december 1953 i Brno, Tjeckien, är en tjeckoslovakisk tävlingscyklist som tog OS-brons i lagtempoloppet vid olympiska sommarspelen 1980 i Moskva. 